# Ібрям Юсуф Даїл
Ібрям Юсуф Даїл (нар. 4 листопада 1971) — болгарський футболіст, захисник. Найбільш відомий виступами за полтавську «Ворсклу».

## Життєпис
З 1994 по 1997 рік виступав за болгарський «Етир». У Професіональній футбольній групі А зіграв 80 матчів та відзначився 5 голами. Разом з клубом брав участь у розіграші Кубку Інтертото 1995, в якому провів 4 матчі.
Напередодні старту сезону 1997/98 років виїхав до України, де підписав контракт з полтавською «Ворсклою». Дебютував у футболці полтавчан 9 липня 1997 року в переможному (2:0) домашньому поєдинку 1-го туру Вищої ліги проти криворізького «Кривбасу». Юсуф вийшов на поле в стартовому складі та відіграв увесь матч.
У складі «ворсклян» дебютував у єврокубках 23 липня 1997 року в переможному (3:1) виїзному поєдинку 1-го кваліфікаційного раунду Кубку УЄФА проти ризької «Даугави». Даїл вийшов на поле в стартовому складі та відіграв увесь матч. У футболці Ворскли в чемпіонаті України зіграв 15 матчів, також по 4 поєдинки відіграв у кубку України та Кубку УЄФА. Окрім цього провів 7 поєдинків у футболці друголігового фарм-клубу полтавчан, «Ворскли-2». По завершенні сезону 1997/98 років залишив розташування полтавського клубу.
У період з 2000 по 2002 роки виступав за варнський «Спартак», після чого оголосив про завершення кар'єри.